# 私の世界に徳丹城はない
『私の世界に徳丹城はない』（わたしのせかいにとくたんじょうはない）は、綿世景による恋愛小説である。略称は「わたとく」。2023年（令和5年）11月28日から翌2024年（令和6年）2月にかけて、公式ウェブサイトで順次公開開始した。2024年7月から同年10月まではIBC岩手放送でラジオドラマが放送。2025年（令和7年）2月には舞台化もされた。

## 登場人物
- 志田 紗夏（しだ さやか） 声:佐々木未来

高校1年生の、写真部に所属する少女。歩空に想いを寄せている。
- 相去 歩空（あいさり ほだか） 声:神久保翔也

高校2年生。バスケットボール部のキャプテンで、飾らない性格。
- 澪（みお） 声:伊東みやこ

小学校のころからの、紗夏の幼馴染。

## あらすじ
写真部の紗夏は、上級生の歩空に密かに思いを寄せていた。目立たないように、もめ事を起こさないようにと生きてきた紗夏であったが、体育祭では我を忘れて300枚もの歩空の雄姿を撮りまくってしまう。その体育祭のさなか、バスケ部の部室が荒らされる事件が起きる。写真を通じて解決に協力したことをきっかけに、紗夏と歩空の関係は進展していく。ある日、歩空に呼び出された紗夏は、トラックに轢かれてしまう。翌朝に目を覚ますと傷一つなかったが、見慣れた徳丹城の風景と、歩空の存在が消失していた。しばらくして、澪の知り合いのミステリー研究サークルの男性から、「歩空と再び会うには、都市伝説の『ワタリドリノスバコ』の力を借りる必要がある」と知らされた。紗夏は、歩空を取り戻すため、1200年前の世界へ赴く…。

## 原作
徳丹城は、812年（弘仁3年）に文室綿麻呂により、雫石川の氾濫の被害に遭った志波城から移転し造営された。1969年（昭和44年）8月5日に城柵の遺構が国指定史跡となり、史跡公園として整備されたが、隣接する国道4号を通り過ぎられてしまうことも多かった。岩手県紫波郡矢巾町で地域活動を行うNPO法人「やはば協働センター」は、矢巾町在住の小説家綿世景に若者向けの小説の執筆を依頼した。1200年前のストーリーにすれば徳丹城を舞台にすることができるが、歴史小説では若者向きとは言えなくなってしまう。そこで現代の矢巾を舞台にしつつ、ある日突然徳丹城がなくなってしまうSF要素を取り入れた展開にし、執筆には3か月を要した。主人公が通う高校は不来方高校をモデルにしており、矢幅駅前の屋台村「ヤハバル」、国道4号に架かる歩道橋、ひまわり畑など実在の店舗や施設も作中に登場する。
2023年11月28日に公式ウェブサイトで第1部を公開。2023年12月22日、2024年1月24日、同2月26日に、第2～4部がオンライン小説として順次公開を開始した。
挿絵は、グミぺろ（北上市在住）、四宮迅（雫石町在住）、不来方高校から選抜された学生、たじ（福岡県北九州市在住）が担当した。

## ラジオドラマ
2024年7月よりIBC岩手放送のアニラジ「ラジオで、キミと大好きなアニメやまんがについて語ってみた。（キミかた）」内の箱番組として、各話5～10分のラジオドラマ全16話が放送された。同局の公式YouTubeチャンネルおよびradikoポッドキャストで全話のアーカイブが公開されている。
以前からIBC岩手放送にはラジオドラマのノウハウがあり、全100話を越える高橋克彦原作のミステリードラマを放送したこともあった。本作の収録は2024年6月4日にIBCのスタジオで行われ、盛岡市出身の佐々木未来・伊東みやこ、軽米町出身の神久保翔也（アイドルユニット甘党男子所属）をはじめ岩手県出身・在住の声優・俳優や、岩手県立不来方高等学校放送部員、同局のアナウンサーが出演する。
2025年2月8日・9日には矢巾町民劇場の第28回公演として、矢巾町文化会館で演劇が上演。キミかた司会のIBCアナウンサー川島有貴も出演した。